# Хипотетички дедуктивизам
Хипотетички дедуктивизам је филозофски приступ ког је створио британски филозоф Карл Попер због проблема који су проистакли из индуктивних приступа. Индуктивни приступ никад не доводи до закључка који је апсолутно истинит, већ закључак може бити само вероватно истиинит. Могућност постојања изузетака представља проблем индукције. У неким наукама попут психологије, психоаналитичка теорија имала је широк спектар контрадикторних опсервација које су представљене као потврда те теорије, што је проблем верификације. Покушавајући да реши проблем индукције и верификације, Попер ствара приступ под именом хипотетички дедуктивизам.

## Улога у истраживањима
Преко хипотетичког дедуктивизма, теорије се тестирају тако што се из њих изводе хипотезе, које затим могу бити тестиране у пракси. Циљ је да се тестирају тврдње које следе из теорија како би се теорија одбацила или потврдила. На овај начин се елиминишу тврдње и наука се приближава истини. Карл Попер је науку опскрбио методом која избегава проблеме везане са индукцијом и верификацијом. Међутим, постоји неколико критика, због непрепознавања историјских, друштвених и културних фактора у процесу стварања знања. 

## Критика научне методе
1. Хипотетички дедуктивизам не оставља пуно простора за развијање теорије – пошто се метода већ ослања на хипотезе генерисане из већ постојећих теорија, онда искључује стварање нових.
2. Хипотетички дедуктивизам је елитистички – пошто се ослања на већ постојеће теорије, искључује људе који нису упознати с истим
3. Хипотетички дедуктивизам је мит – наука се не развија степен по степен, већ скоковитим револуцијама које доводе до смене парадигми (Кун, 1970). Истраживачи на основу својих пристрасности доводе у питање објективност експеримената које изводе на основу хипотеза из теорија.
4. Феминизам – други талас феминизма критиковао је друштвени систем који је проучавао жене у складу својих патријархалних уверења. Жене су пронађене као инфериорне у односу на мушкарце у многим пољима. Ти налази би после били коришћени у сврху оправдања за већ постојеће социјалне разлике међу половима.
5. Мушкарац као норма – мушкарци су углавном били узорак у истраживањима.
6. Божји трик – феминистичка критика тврдила је да су многе технике контроле заправо биле створене да би се приближило објективности, са мушким узорком.
7. Социјални конструкционизам – људско искуство је историјски, културно и лингвистички посредовано. Оно што доживљавамо је специфично читање срединских услова, а не директан однос срединских услова. Често су везана за истраживања емоција и психопатологије, како би се показало да нису пуки одраз стварности, већ да представљају начин конструисања те стварности.